# Колпинский район (Ленинградская область)
Колпинский район — административно-территориальная единица в составе Ленинградской области РСФСР с центром в городе Колпино, существовавшая в 1927—1930 годах.

## История
Колпинский район в составе Ленинградского округа Ленинградской области был образован в августе 1927 года из 19 сельсоветов Октябрьской волости, 8 с/с Ульяновской волости Ленинградского уезда и 1 с/с Лисинской волости Троцкого уезда Ленинградской губернии.
Всего было образовано 28 с/с: Больше-Лисинсий, Весело-Поселковский, Гертовский, Захожский, Ивановский, Колпинский, Корчминский, Красноборский, Ленинград-Славянский (Петрославянский), Мишкинский, Мурзинский, Нечепертский, Никольский, Ново-Александровский, Овцынский, Островский, Отрадненский, Перевозский, Петрушинский, Порогский, Рыбацкий, Тосненский, Ульяновский, Усть-Ижорский, Шапкинский, Эстонский, Ям-Ижорский.
В районе проживали 64 176 человек, в том числе в сельской местности — 22 755 чел., из них:
- русские — 16 691 чел.
- финны — 3427 чел.
- эстонцы — 357 чел.[1]

В ноябре 1928 года были упразднены Гертовский, Захожский, Колпинский, Корчминский, Мурзинский, Нечепертский, Отрадненский, Перевозкий, Петрушинский и Порогский с/с.
19 августа 1930 года Колпинский район был упразднён, а его территория была разделена между Ленинградским Пригородным и Тосненским районами.